# Геомагнітна буря березня 1989

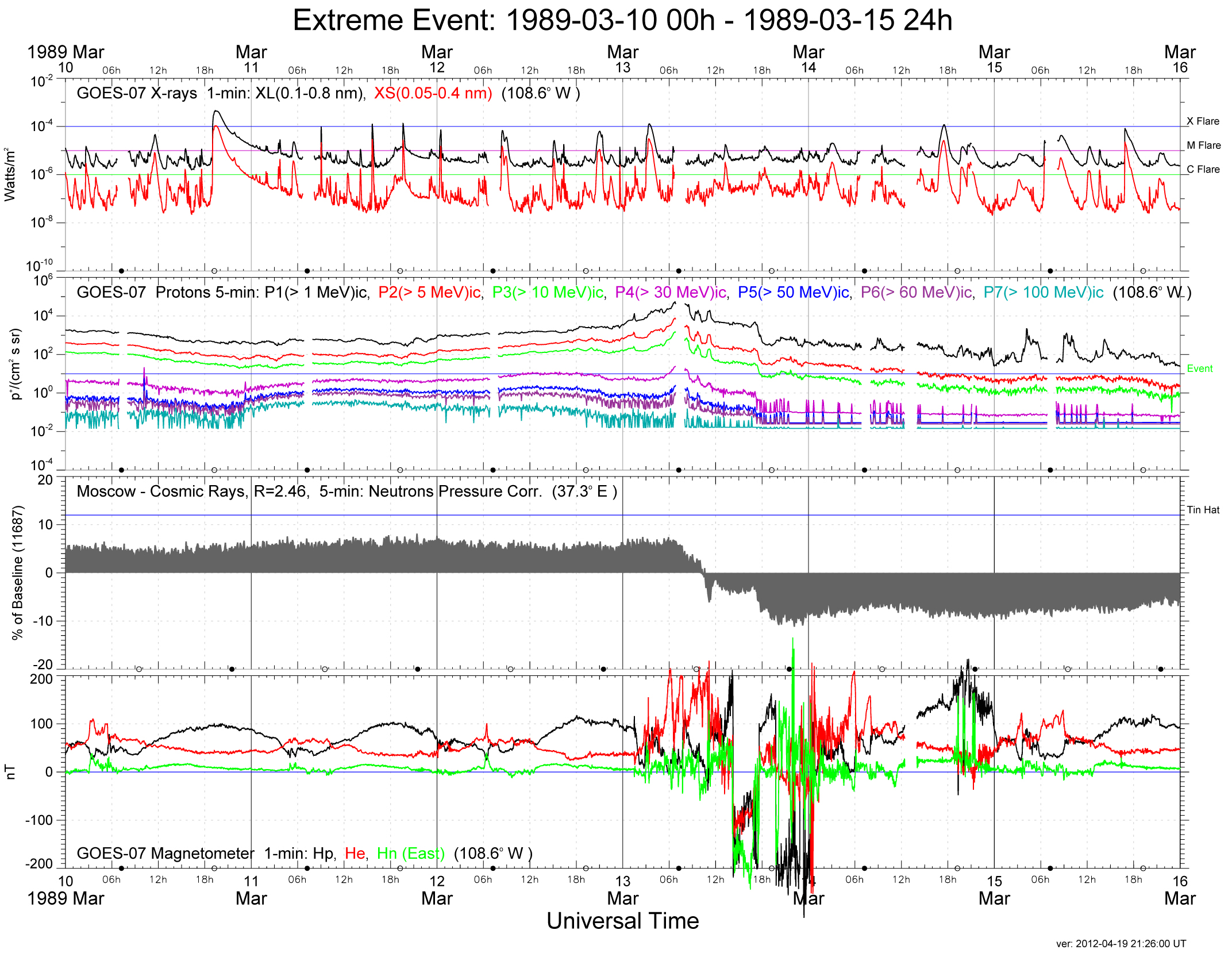

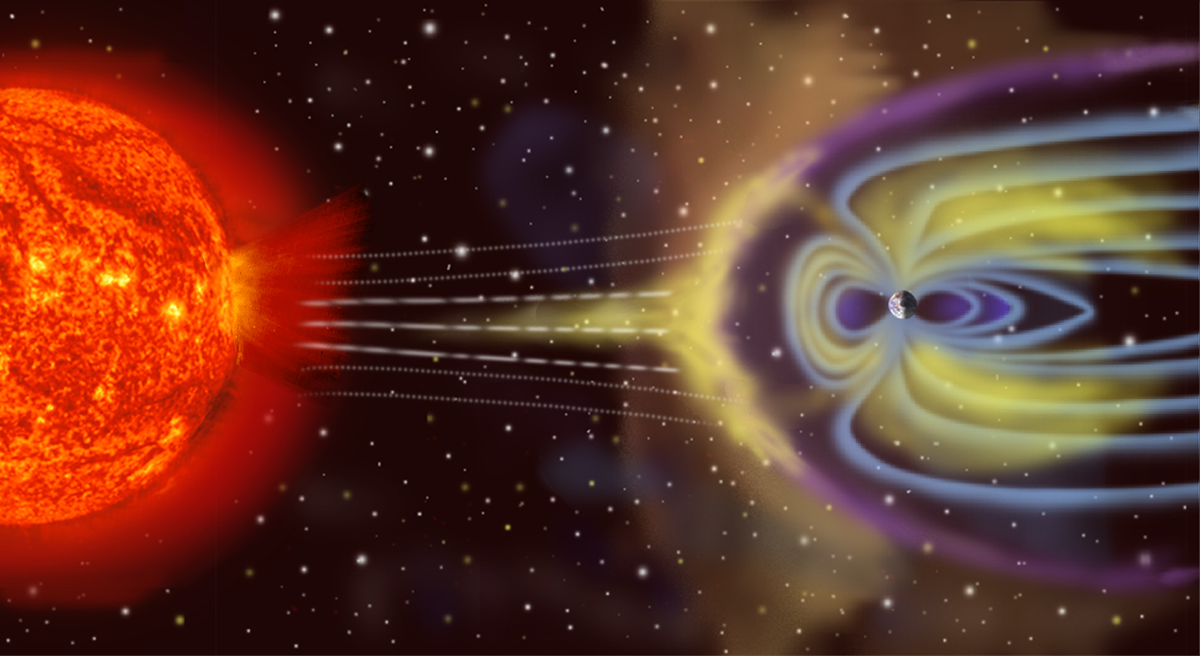
Схема взаємодії сонячного вітру з магнітосферою Землі

Геомагнітна буря 13-14 березня 1989 року — найсильніша геомагнітна буря з початку космічної ери (1957 року), що відбулася під час 22-го циклу сонячної активності.
З 6 до 19 березня 1989 року на видимій із Землі півсфері Сонця проходила група сонячних плям № 101 за 1989 рік за каталогом Пулковської обсерваторії (інше позначення групи — NOAA 5395). Група плям досягла своєї максимальної площі, 4454 мільйонних часток площі півсфери Сонця, 16 березня, площа найбільшої плями в групі сягала 4106 МЧП (13 березня), а число плям в групі — 70 (14 березня). 10 березня близько 19 години за Гринвічем (UTC) в цій групі стався сонячний спалах, який і став відповідальним за наступну геомагнітну бурю.
Максимальної інтенсивності геомагнітна буря досягнула 13 березня, коли планетарний індекс Ap досяг значення 246, третього найбільшого показника за весь час спостережень від 1932 року, а Dst-індекс геомагнітної активності (англ. Disturbance Storm Time Index) між 1:00 і 2:00 за всесвітнім часом 14 березня досяг значення −589 нТл [6] (−640 нТл за іншими даними), рекордного з 1957 року.
Геомагнітна буря викликала масштабні збої в енергомережі Північної Америки (колапс Гідро-Квебекської енергомережі (англ. Hydro-Québec's electricity transmission system)), порушення високочастотного радіозв'язку в усьому світі, полярні сяйва спостерігалися до широти Мексики і острова Великий Кайман, порушення в роботі космічних апаратів.
У СРСР під час цієї геомагнітної бурі був порушений радіозв'язок з пунктами на високих широтах, а полярне сяйво спостерігалося навіть у Сімферополі (наприклад, членом Кримського відділення Всесоюзного астрономо-геодезичного товариства (ВАГО) В. Ю. Іващенко в ніч з 13 на 14 березня з 00:45 до 1:15 за московським часом на ділянці зоряного неба між сузір'ями Кассіопеї і Великої Ведмедиці).